# Belomitra richardi
Belomitra richardi é uma espécie de gastrópode do gênero Belomitra, pertencente a família Belomitridae.